# کاتاستروفیسم

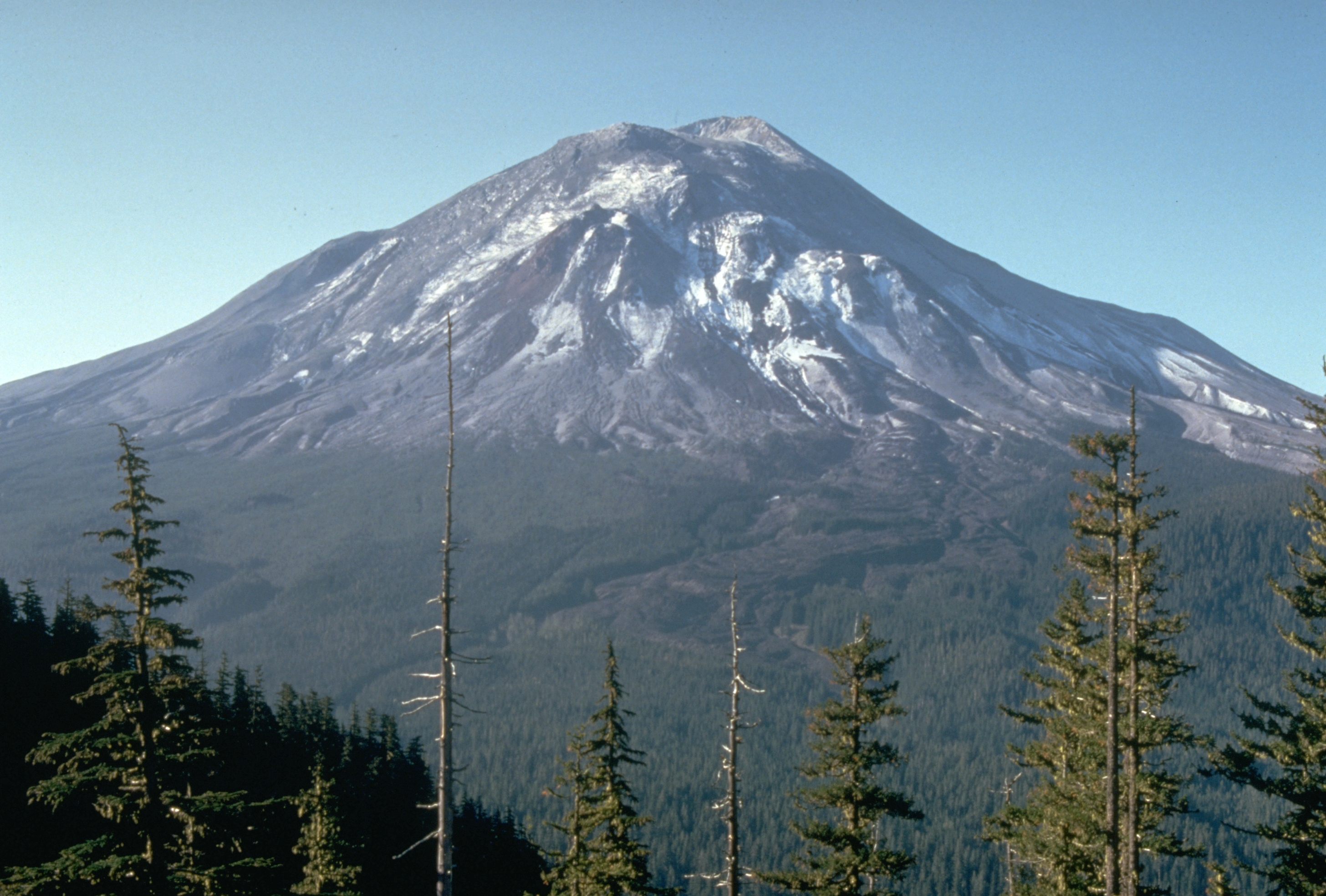
کوه سنت هلن ساعت ۹ صبح ۱۷ مهٔ ۱۹۸۰ م.

کاتاستروفیسم (به انگلیسی: Catastrophism) یکی از نظریه‌های دانش‌های زمین‌شناسی و زمین‌ریخت‌شناسی است. مطابق این نظریه هر پدیدهٔ بزرگی چون آتشفشان یا دره‌های عمیق را باید دلیل بر وجود یک اتفاق غیرمترقبهٔ زمین‌شناسی دانست. کاتاسترفیسم در طی چند قرن بعد از میلاد مسیح عقیده‌ای رایج بود ولی به‌صورت علمی برای نخستین‌بار توسط شخصی به نام ژرژ کوویه (Georges Cuvier) فرانسوی مطرح شد. وی طبق این نظریه معتقد بود که هر از گاهی رویدادهای ناگهانی بسیار مهمی روی پوستهٔ کرهٔ زمین رخ می‌دهد که موجودات زنده به کلی از میان رفته و موجودات جدیدی جای آن‌ها را در آینده می‌گیرند. دیرینه‌شناسی و فسیل‌شناسی استخوان‌های چهارپایان توسط کوویه در سال ۱۸۱۲ میلادی در ۱۲ جلد انتشار یافت و بعداً تحت عنوان بحث دربارهٔ تحولات سطح کرهٔ زمین، انقراض جانوران را به علت حوادث شدید و مخرب (کاتاستروفیسم) که چند بار در طول عمر زمین اتفاق افتاده‌است، بیان نمود. نظریهٔ کاتاستروفیسم کوویه تا پیدایش نظریات لامارک و داروین که ظهور گونه‌های جدید را معلول سیر تکاملی می‌دانستند طرفداران زیادی داشت.